# Vanellus miles
La pavoncella mascherata (Vanellus miles (Boddaert, 1783)) è un uccello della famiglia Charadriidae.

## Sistematica
Sono note due sottospecie:
- Vanellus miles miles (Boddaert, 1783)

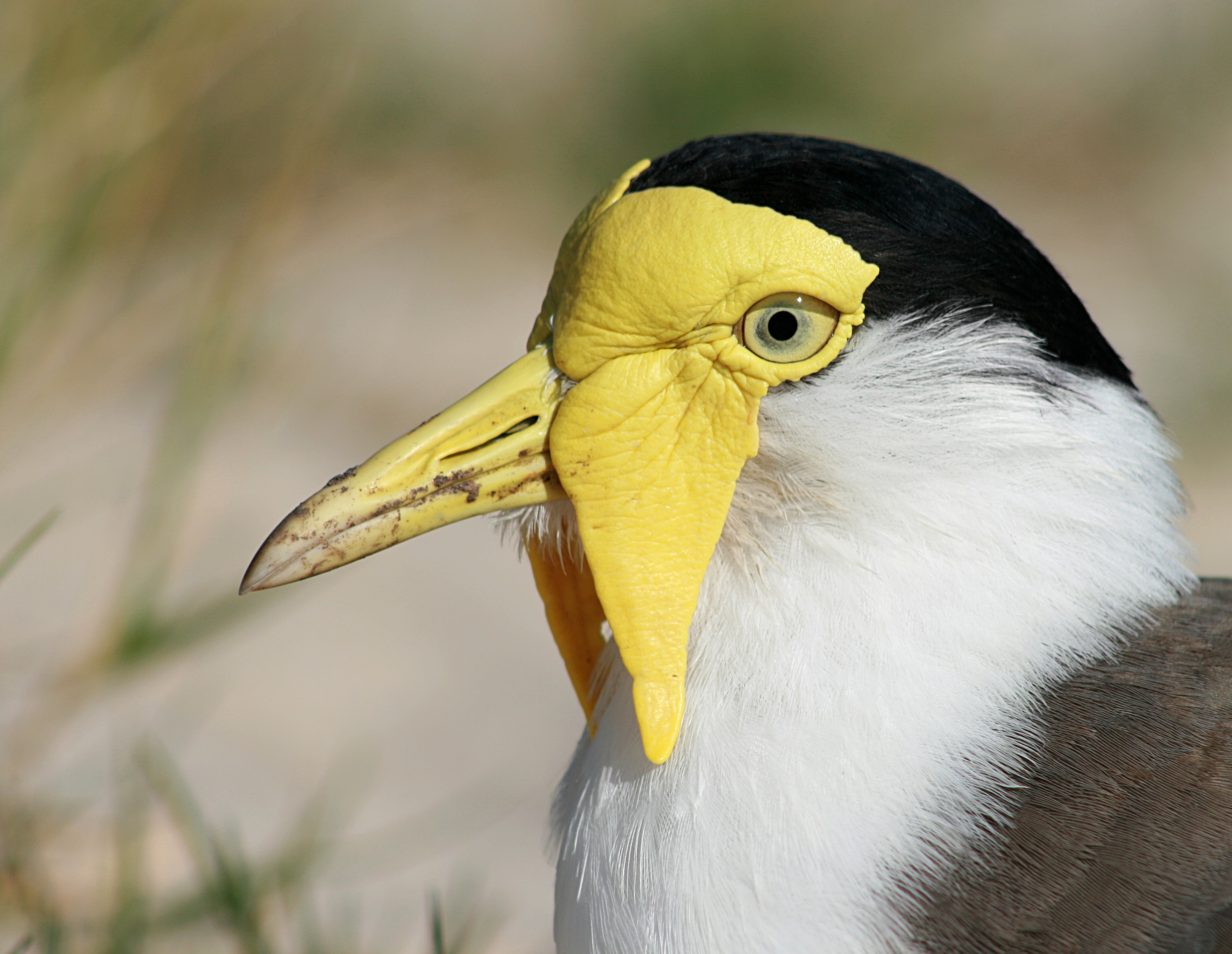
Esemplare di Vanellus miles miles (Cairns, Queensland, Australia)

- Vanellus miles novaehollandiae Stephens, 1819

## Distribuzione e habitat
La sottospecie V. m. miles vive in Nuova Guinea, sia sul versante indonesiano che su quello papuano, sulle Isole Aru e nel nord Australia; è di passo su Christmas Island. V. m. novaehollandiae vive in Australia centrale e meridionale, in Tasmania e in Nuova Zelanda; è di passo in Nuova Caledonia.

## Biologia

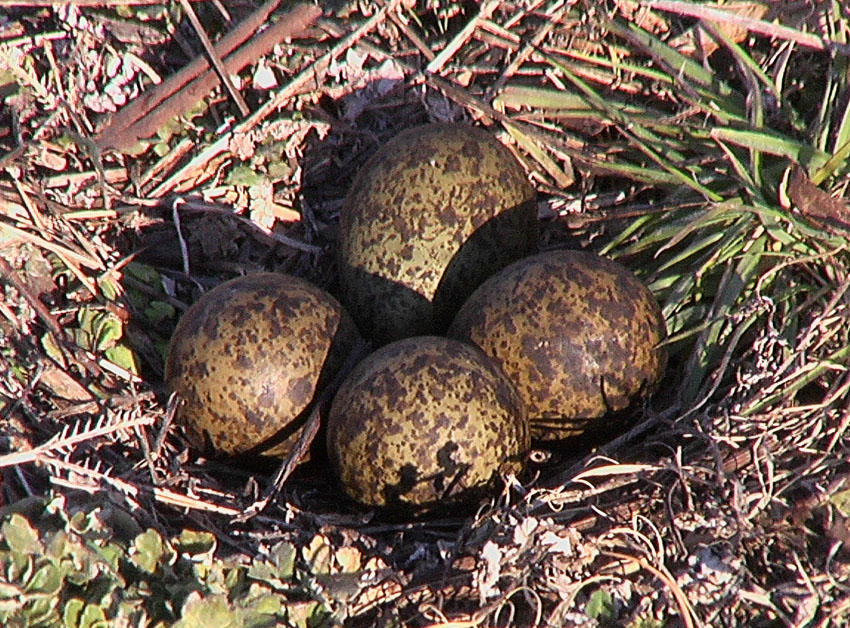
Uova in un nido